# Orejana
Orejana är en kommun i Spanien.   Den ligger i provinsen Provincia de Segovia och regionen Kastilien och Leon, i den centrala delen av landet, 80 km norr om huvudstaden Madrid. Arean är 21,0 kvadratkilometer.
Terrängen i Orejana är huvudsakligen platt.